# Ghiacciaio Trepetlika
Il ghiacciaio Trepetlika (in inglese Trepetlika Glacier) è un ghiacciaio lungo 8 km e largo 3,5, situato sulla costa di Danco, nella parte occidentale della Terra di Graham, in Antartide. 
Il ghiacciaio si trova in particolare sul versante meridionale della catena di Sonketa, sul lato occidentale dell'altopiano Detroit, da cui fluisce, scorrendo sul pendio nordoccidentale dello sperone Razhana, fino ad arrivare alla cala di Brialmont, a nord del ghiacciaio Mouillard.

## Storia
Il ghiacciaio Trepetlika è stato così battezzato dalla Commissione bulgara per i toponimi antartici in onore della località bulgara di Trepetlika, situata nella Bulgaria sud-orientale.